# 結婚 (ストラヴィンスキー)
『結婚』（けっこん、仏: Les noces, 露: Свадебка）は、イーゴリ・ストラヴィンスキーによって作曲されたバレエ・カンタータ、およびそれに基づくバレエ作品。
初演の振付はブロニスラヴァ・ニジンスカの出世作として知られており、「20世紀のバレエ作品の最高傑作の一つ」との評価がある。

## 作品成立の経緯
ストラヴィンスキーによる作品の構想は1912年頃には芽生えていたというが、実際に着手したのは1914年のことである。同年、ストラヴィンスキーはキエフでロシア民謡集の収集を行い、その中に含まれる結婚についての複数の民謡詩から本作品の台本を構成した。主な材料はピョートル・キレーエフスキーが19世紀前半に収集した民謡集から取られたが、ストラヴィンスキーは元の詩に大きく手を入れている。作曲は1914年にモントルーで着手し、1915年にはセルゲイ・ディアギレフに最初の2場を演奏して聞かせている。『きつね』の作曲のために一時作業を中断し、『ナイチンゲールの歌』の編曲などの仕事に時間を取られながらも、1917年に声楽パートを含むショートスコアを一応完成させ、オーケストレーションに取りかかることになる。当初は大管弦楽による編成を考えていたが、規模が大きくなり過ぎることを懸念して破棄したといい、同年秋には小オーケストラによる編成が第1場まで終了していたが、やはり断念する。1919年には自動ピアノ（ピアノラ）、電気ハーモニウム、打楽器アンサンブル、2台のツィンバロムを用いた編成で作業を進め、第2場まで終了していたが、演奏の困難さを考慮してこれも中断している。
1923年6月に舞台上演されることが決定し、切迫した状況に追い込まれる中で4台のピアノと打楽器アンサンブルによるスコアが同年4月6日にモナコで完成する。作品はディアギレフに献呈された。初演に先立ち、エドモン・ド・ポリニャック公夫人邸において、私的に上演されている。

## 初演
初演は1923年6月13日にパリのゲテ・リリック座において、バレエ・リュスにより上演された。テキストはストラヴィンスキーが信頼を寄せていたシャルル・フェルディナン・ラミュによってフランス語に翻訳されたもの。振付はソ連を亡命して1年足らずのブロニスラヴァ・ニジンスカ、美術と衣装はナタリア・ゴンチャロワ、指揮はエルネスト・アンセルメが担当した。
4台のピアノをジョルジュ・オーリック、マルセル・メイエ、エドゥアール・フラマン（Edouard Flament）、エレーヌ・リオン（Hélène Lyon）が受け持った（当初はフランシス・プーランクとヴィットリオ・リエティが予定されていたが、両者は病気でキャンセルした）。
踊り手として花嫁をフェリア・ドゥブロフスカ（Felia Doubrovska）、花婿をレオン・ヴォイジコフスキ（Léon Woïzikovsky）が演じた。なお、ストラヴィンスキー自身は初演での指揮と美術は賞賛しているが、全体的な演出に関しては初演前からディアギレフに不満を述べている。

## 楽器編成
ピアノ4、シロフォン、ティンパニ4、クロタル2（H、Cis）、ベル、大太鼓、小太鼓2（スネアのついたものとつかないもの）、ドラム2（スネアのついたものとつかないもの）、タンブリン、シンバル、トライアングル、混声合唱（4声）、独唱4（ソプラノ、メゾソプラノ、テノール、バス）

## 作品の内容
2部構成。第1部はさらに3場に分かれる。登場人物が特定の歌手と一致していないことが大きな特徴となっている。教会旋法的、あるいはロシア民謡的な旋律は第4場の一部を除き、すべてストラヴィンスキー自身によるオリジナルである。打楽器を中心とした器楽パートは、ピアノやシロフォンも旋律的というよりは打楽器的に扱われる。ストラヴィンスキーによれば、この作品は田舎の婚礼を描写するものではなく自由なディヴェルティスマン風となるもの、とのこと。

### 第1部
第1場
- お下げ髪（花嫁の家で） - 花嫁であるナスターシャ・ティモフェエヴナの髪を結婚式のために結ったり、飾りをつけたりする様子を示す。

第2場
- 花婿の家で - 花婿であるフェティス・パンフィリエヴィチの側が結婚式の準備をする様子を示す。

第3場
- 花嫁の出発 - ごく短い場で、曲が第1場のものに戻り、花嫁が結婚式に出発する。聖人たちへの祈りが歌われる。花嫁の母親が（私を置いていかないで、わが娘よ）と、悲しみにくれしたたり泣く。弱々しいピアノのトレモロとシロフォンの音が悲しげに響いて消えていくかのように終わる。次の突然始まる爆発的な喜びの宴に切れ目なしに続き、大変効果的である。

### 第2部
第4場
- 結婚の祝宴 - はっきりした筋はない。爆発的な喜びに包まれる。酔っ払いのしゃっくりや、新郎新婦のベッドを温める夫婦の歌など、大騒ぎがくり広げられる。時折大声で喚くセリフのようなものも聞こえる。最後に花嫁と花婿は寝室の扉のむこうに消え、神秘的な鐘の音が、いつまでも続いて、神秘的な二人を祝福するかのように曲が終わりカーテンコールとなる。

## 演奏・録音・映像
1923年の初演の後、1926年にユージン・グーセンスの指揮、プーランク、リエティ、オーリック、ヴァーノン・デュークのピアノでロンドン初演、また同年にはレオポルド・ストコフスキーもカーネギー・ホールでアルフレード・カゼッラ、ジョルジェ・エネスク、ジェルメーヌ・タイユフェール、カルロス・サルセードのピアノでアメリカ初演を果たした。1959年にはニューヨークで作曲家自身が、バーバー、コープランド、セッションズ、フォスをピアニストとして迎えて指揮した。1973年にはラミロ・コルテス（Ramiro Cortes）とロバート・クラフトによって補完された小オーケストラによる1917年版がニューヨークで初演され、また、1981年にはピエール・ブーレーズが自動ピアノと2台のツィンバロム他の編成による1919年版を初演した。2005年のプレザンス音楽祭では1917年版、1919年版、1923年版が集中的に演奏され、同年、モントリオールでルネ・ボス（René Bosc）によって補完された1919年版が演奏された。
代表的な録音としては、
- 作曲家による前述のコンサートの直後にスタジオで録音された1959年のコロムビア盤（英語版）
- 初演指揮者アンセルメによる1961年のデッカ盤
- ピエール・ブーレーズ指揮、パリ国立歌劇場のメンバーによる1965年のコンサート・ホール盤
- シャルル・デュトワ指揮、マルタ・アルゲリッチ、ネルソン・フレイレ、エドワード・アウアー、スザンヌ・ウッソンのピアノに加えて、ミシェル・コルボの合唱指揮による1972年のエラート盤（フランス語版）
- レナード・バーンスタイン指揮、マルタ・アルゲリッチ、クリスティアン・ツィマーマン、シプリアン・カツァリス、オメロ・ フランセシュのピアノによる1977年のドイツ・グラモフォン盤
- ラミロ・コルテスとロバート・クラフトによって補完された1917年版をエトヴェシュ・ペーテルが指揮したフンガロトン盤
- 器楽パートをコンピュータで再現したポクロフスキー・アンサンブル（英語版）のノンサッチ盤

など。
映像化されたものとして、いずれもニジンスカ版をとった、1991年のパリ・オペラ座によるもの、2001年のロイヤル・バレエによるもの、2008年のヴァレリー・ゲルギエフ指揮マリインスキー劇場によるもの、などがある。
また、2012年には本作品を題材とするフィリップ・ベジア監督の映画 Noces: Stravinsky / Ramuz がフランスで公開された。

## 振付
初演時の振付を1966年に再現したニジンスカ版は、現在でも英国ロイヤル・バレエ団のレパートリーに残っている。ニジンスカ版は、この作品のスタンダードなものとして多くの劇場、バレエ団、イベントなどでも上演されているが、その他にイリ・キリアン、アンジュラン・プレルジョカージュによる版などがある。
日本では1998年に東京の夏音楽祭において東京バレエ団によるニジンスカ版の日本初演とバレエ・プレルジョカージュによるプレルジョカーズ版の上演が行われ、2013年には新国立劇場でもニジンスカ版が上演された。